# Karl Fredrik Björn
Karl Fredrik Björn, född 21 mars 1855 i Stockholm, död där 29 januari 1915, var en svensk donator.
Björn ägnade sig efter en medicinsk examen vid Uppsala universitet 1875 åt fortsatta studier utan vidare examina. Björn testamenterade av sin efterlämnade förmögenhet 200 000 kronor till Uppsala universitets botaniska trädgård och samma belopp till Ersta diakonissanstalt, 150 000 kronor till Sophiahemmet, 100 000 till Svenska föreningen Röda korset, samma belopp i resestipendier vid Tekniska högskolan, 265 000 till andra välgörande inrättningar samt återstående 1 265 000 att lika fördelas mellan Kungliga Operan och Kungliga Patriotiska Sällskapet, vilka på 1920-talet utdelade räntan på beloppet som pensioner 800 kronor till gamla tjänarinnor. 
Även idag delas en mindre pension ut till dessa kvinnor. Medlen går även till äldre kvinnor som länge arbetat i vården med vårdande uppgifter i Stockholms län och som har en årsinkomst understigande omkring fyra prisbasbelopp.
Björn hade en fin trädgård med bland annat läkeväxter, i det som idag kallas Björns trädgård på Södermalm i Stockholm. Fastigheten hade gått i arv på hans mors sida. Fadern, Carl Gustaf Björn, var en framgångsrik trädgårdsmästare och riksdagsman. De är begravda på Norra begravningsplatsen.